# 제임스 G. 스타브리디스

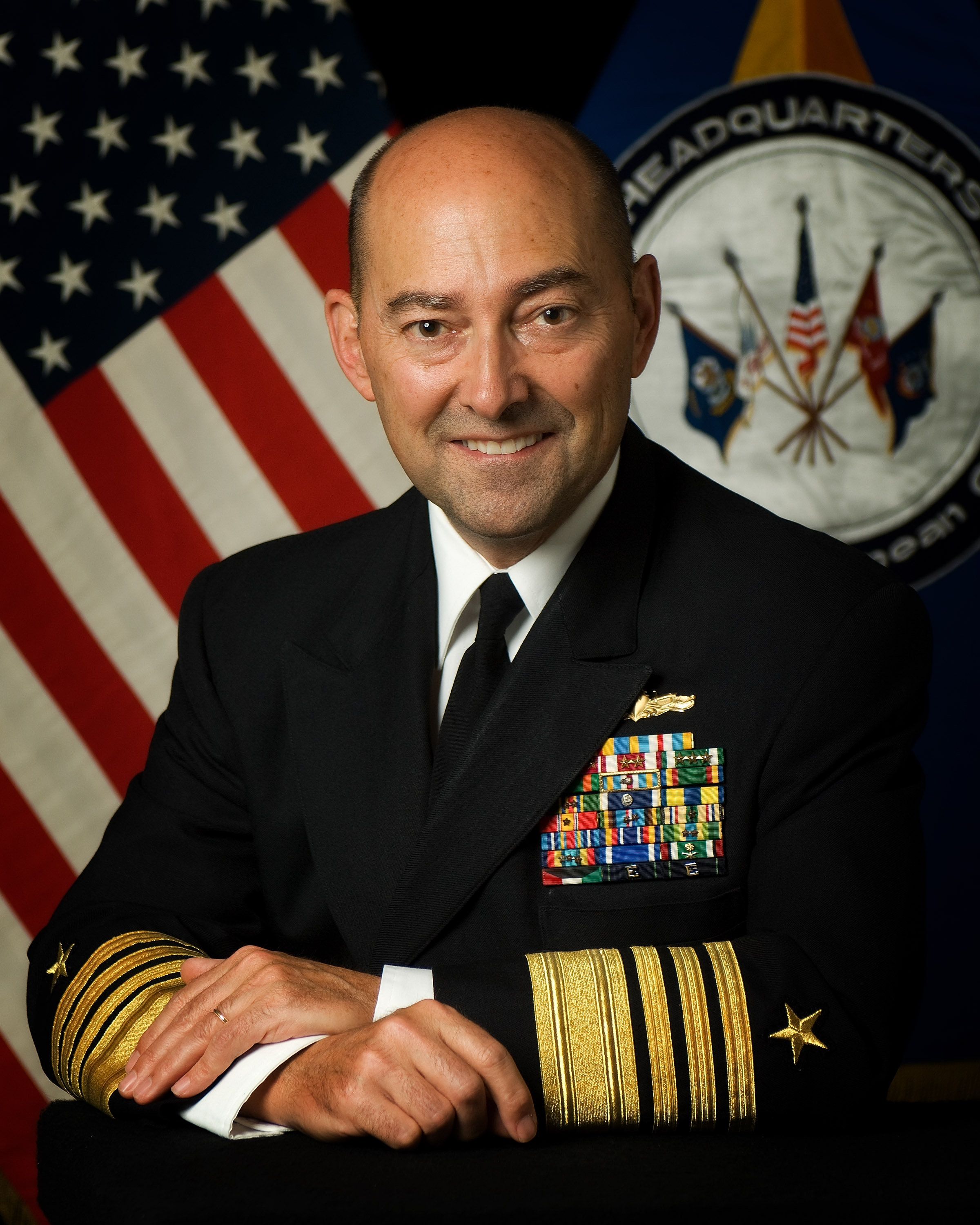
제임스 G. 스타브리디스

제임스 조지 스타브리디스 (James George Stavridis, 1955년 2월 15일 ~)는 은퇴한 미국 해군 제독이며, 현재 글로벌 투자 회사인 칼라일 그룹의 글로벌 업무 부사장이자 전무 이사, 록펠러 재단 이사회 의장이다. 스타브리디스는 S뉴욕 NBC 뉴스의 국제 외교 담당관 및 국가 안보 분석가로 활동하고 있으며, 미국 해군 연구소 이사회 명예 의장이자 존스 홉킨스 대학교 응용 물리학 연구소의 선임 연구원으로도 재직하고 있다. 스타브리디스는 제네바 안보 정책 센터의 수석 연구원이자 미주 대화의 구성원이다.
스타브리디스는 1976년, 미국 해군사관학교를 졸업했다. 해군에 있는 동안 스타브리디스는 미국 남부 사령부 (2006년~2009년) 사령관, 미 유럽 사령부 및 북대서양 조약 기구 유럽 최고 연합군 사령관 (2009-2013)을 지냈으며, 이러한 지위를 두루 역임한 첫 해군 사관이 되었다. 스타브리디스는 1984년, 터프츠 대학교의 플레처 스쿨에서 법학 및 외교학 석박사 학위를 취득했으며, 이곳에서 굴리온 상을 받았다.
스타브리디스는 37년 동안 해군에서 복무한 뒤, 2013년에 전역하고 국제 관계 대학원인 터프츠 대학교 플레처 스쿨 법외교 대학원 학장이 되었다. 2018년 8월에는 학장직에서 물러났다.
스타브리디스는 2016년 힐러리 클린턴 캠프에서 부통령이자 러닝메이트감으로, 2016년 가을에는 도널드 트럼프 대통령 당선인덕분에 차기 국무장관감으로 거론되기도 했다.
한편, 스타브리디스는 베스트셀러 작가이기도 하다. 스타브리디스가 집필한 책은 20개 언어로 출판되었다.